# Meteoriopsis patula
Meteoriopsis patula là một loài Rêu trong họ Meteoriaceae. Loài này được (Hedw.) Broth. miêu tả khoa học đầu tiên năm 1906.